# 斯萊特鎮區 (明尼蘇達州卡斯縣)
斯萊特鎮區（英語：Slater Township）是一個位於美國明尼蘇達州卡斯縣的行政鎮區。

## 人口
根據2020年美國人口普查的數據，斯萊特鎮區的面積為95.00平方千米，當中陸地面積為87.80平方千米，而水域面積為7.20平方千米。當地共有人口201人，而人口密度為每平方千米2人。